# Campanus (cratère)
Pour les articles homonymes, voir Campanus.
Campanus est un cratère lunaire situé au sud-ouest de la face visible de la Lune. Il se trouve sur la rive septentrionale de Palus Epidemiarum et à côté du cratère Mercator. Le cratère Campanus est un cratère au contour régulier. Le cratère Campanus est séparé du cratère Mercator par une étroite vallée correspondant à un sillon dénommé Rimae Ramsden du nom du cratère Ramsden d'où démarre cette formation. Cette étroite vallée permet au Palus Epidemarium de communiquer avec la Mare Nubium au niveau de la falaise montagneuse du Rupes Mercator.
En 1935, l'Union astronomique internationale a donné, à ce cratère lunaire, le nom de l'astronome et mathématicien italien Campanus de Novare.
Par convention, les cratères satellites sont identifiés sur les cartes lunaires en plaçant la lettre sur le côté du point central du cratère qui est le plus proche de Campanus.
| Campanus | Latitude | Longitude | Diamètre |
| -------- | -------- | --------- | -------- |
| A        | 26.0° S  | 28.6° W   | 11 km    |
| B        | 29.2° S  | 29.2° W   | 6 km     |
| G        | 28.6° S  | 31.3° W   | 10 km    |
| K        | 26.6° S  | 28.3° W   | 5 km     |
| X        | 27.8° S  | 27.3° W   | 4 km     |
| Y        | 27.8° S  | 28.2° W   | 4 km     |